# Secretaría General Técnica del Ministerio para la Transición Ecológica
La Secretaría General Técnica del Ministerio para la Transición Ecológica y el Reto Demográfico es ul órgano de apoyo y asesoramiento técnico integrado en la Subsecretaría para la Transición Ecológica que asume las funciones administrativas del Departamento, realiza informes técnicos sobre las materias que se le presenten y coordina los traspasos de competencias a las comunidades autónomas.
Asimismo, valora los procedimientos de reconocimiento de títulos profesionales en materias del departamento expedidos por los Estados miembros de la Unión Europea y del Acuerdo sobre el Espacio Económico Europeo, gestiona las redes sociales y publicaciones del Ministerio y gestiona el patrimonio documental del mismo. Además, se encarga de las políticas de igualdad, estadística y transparencia del departamento y realiza informes jurídicos sobre anteproyectos normativos, normativa autonómica de su competencia y, en su caso, las relaciones con los tribunales de justicia.

## Historia
La Secretaría General Técnica fue creada por primera vez en mayo de 1996 en el Ministerio de Medio Ambiente. Se encontraba adscrita a la Subsecretaría y se estructuraba a través de la Vicesecretaría General Técnica y las subdirecciones generales de Desarrollo Normativo y de Relaciones Internacionales. En 2004 la Subdirección General de Desarrollo Normativo fue renombrada como Subdirección General de Ordenación Jurídica.
En 2008 sufrió una gran ampliación de competencias debido a la integración del Ministerio de Agricultura en el Ministerio de Medio Ambiente, aumentando sus subdirecciones generales de dos a cinco, añadiendo nuevas tales como las subdirecciones generales de Recursos y Relaciones Jurisdiccionales, de Información al Ciudadano, Documentación y Publicaciones y de Estadística. Además, sus subdirecciones generales tradicionales fueron renombradas como «de Legislación y Ordenación Normativa» y «de Relaciones Internacionales y Asuntos Comunitarios». A finales de 2011 desapareció, integrándose en la Secretaría General Técnica del Ministerio de Agricultura, Alimentación y Medio Ambiente.
En 2018 se recuperó el órgano, ahora en el llamado Ministerio para la Transición Ecológica, y contaba con una estructura parecida a la tradicional: una Vicesecretaría y dos subdirecciones generales; de Legislación y Desarrollo Normativo y de Recursos, Reclamaciones y Relaciones con la Administración de Justicia.

## Estructura y funciones
La Secretaría General Técnica se divide en los siguientes órganos, a través de los cuales ejerce gran parte de sus funciones:
- La Vicesecretaría General Técnica, a la que le corresponde la preparación de la documentación e informes, así como la tramitación y coordinación de las actuaciones relativas a los asuntos que se sometan a la deliberación del Consejo de Ministros, de la Comisión Delegada del Gobierno para Asuntos Económicos y de la Comisión General de Secretarios de Estado y Subsecretarios; las actuaciones relacionadas con la publicación de disposiciones en el Boletín Oficial del Estado; y el análisis, tramitación y depósito, en su caso, de los proyectos de convenios que se pretenden suscribir en el ámbito del Departamento o de sus organismos públicos.
- La Subdirección General de Legislación y Desarrollo Normativo, a la que le corresponde la asistencia técnica en materia legislativa y reglamentaria, así como la coordinación del Plan Anual Normativo del Departamento y el seguimiento de la transposición al derecho de la Unión Europea.
- La Subdirección General de Relaciones Institucionales, a la que le corresponde vigilar los actos y disposiciones de las comunidades autónomas en las materias relacionadas con las competencias del Departamento, y la tramitación de requerimientos entre Administraciones, procedimientos de reconocimiento de títulos y propuestas relacionadas con las profesiones vinculadas al Ministerio. Asimismo, ejerce las funciones que le son propias como Unidad de transparencia, acceso a la información y buen gobierno.
- La División de Recursos, Reclamaciones y Relaciones con la Administración de Justicia, a la que le corresponde la gestión de los diferentes recursos administrativos contra actos del Departamento, así como los procedimientos de revisión de oficio y de declaración de lesividad, y las relaciones con los juzgados y tribunales de justicia.

## Secretarios generales técnicos
El secretario general técnico es el secretario de las conferencias sectoriales relacionadas con las competencias del Departamento y del Consejo Asesor de Medio Ambiente.
1. Carlos Vázquez Cobos (18 de mayo de 1996-27 de enero de 2001)[8]
2. José Marí Olano (27 de enero de 2001-20 de julio de 2002)[9]
3. José Ignacio Vega Labella (3 de agosto de 2002-24 de abril de 2004)[10]
4. Alicia Camacho García (24 de abril de 2004-31 de diciembre de 2011)[11]
5. Ana Belén San Martín Ontoria (30 de junio de 2018-22 de enero de 2020)[12]
6. Jacobo Martín Fernández (22 de enero de 2020-presente)[13]